# پیشین‌شاخان
پیشین‌شاخان (نام علمی: Protoceratidae) نام یک تیره از زیرراسته آب‌بازنشخوارکنندگان است.